# Andrea Drews
Andrea Carrie Drews (Elkhart, 25 de dezembro de 1993) é uma jogadora de voleibol dos Estados Unidos que atua como oposta.
Em 2015, seu primeiro ano atuando no voleibol profissional, jogou na liga profissional de Porto Rico onde continuou até 2016. Devido ao seu bom desempenho na liga porto-riquenha, Drews atraiu os olhares de Karch Kiraly, técnico da seleção nacional, e passou a frequentar as convocações após esse período.
Na temporada 2017–18 foi contratada pelo SAB Volley Legnano, da Itália, encerrando seu contrato com o time em dezembro de 2017; em janeiro de 2018, assinou contrato com outra equipe italiana: o Pomí Casalmaggiore. Pelos Estados Unidos, Drews conquistou o título da Liga das Nações de 2019, onde foi eleita a melhor jogadora do campeonato. No mesmo ano, ainda pela seleção, obteve a medalha de prata na Copa do Mundo levando para casa o prêmio de melhor oposta do campeonato.

## Clubes
| Clube                         | País       | Temporadas |
| Índias de Mayagüez            | Porto Rico | 2015       |
| Caguas Criollas               | Porto Rico | 2016       |
| SAB Volley Legnano            | Itália     | 2017-2018  |
| Pomí Casalmaggiore            | Itália     | 2018       |
| Kameroglu Beylikdüzü Voleybol | Turquia    | 2018-2019  |
| JT Marvelous                  | Japão      | 2019-2020  |

## Premiações individuais
- MVP da Liga das Nações de Voleibol Feminino de 2019[1]
- Melhor oposto da Copa do Mundo de Voleibol Feminino de 2019